# Тёрнер, Эдвард Рэймонд
Эдвард Рэймонд Тёрнер (англ. Edward Raymond Turner) — британский фотограф и кинооператор. Считается изобретателем первой в мире технологии цветного кинематографа.

## Биография
Эдвард Рэймонд Тёрнер родился в 1873 году в Кливдоне, Великобритания. С 15-летнего возраста он начал работать фотографом. После женитьбы поселился недалеко от центра Хаунслоу в Западном Лондоне. Тёрнера очень интересовали эксперименты с новыми технологиями фотографии. В 1898 году он поступил на работу в синдикат «Фотохромоскоп» (англ. Photochromoscope Syndicate), основанный пионером цветной фотографии Фредериком Айвсом (англ. Frederick Ives). Здесь он совершенствовал свои знания в области цветоделения и спектральной сенсибилизации фотоматериалов.
22 марта 1899 года Тёрнер совместно с Фредериком Ли (англ. Frederick Marshall Lee) запатентовал аддитивный процесс Ли-Тёрнер колор, который стал первой технологией цветного кинематографа. Патент был выдан 3 марта 1900 года. Первая камера для съёмки собрана в октябре 1901 года Альфредом Дарлингом (англ. Alfred Darling), позднее изготовившим и кинопроектор этой системы. Экспериментальные съёмки по запатентованному процессу были выполнены в заднем саду дома Тёрнера на Монтегю-роуд, и показали трёх его маленьких детей: Альфреда, Агнес и Уилфрида.
Изобретатель внезапно умер 9 марта 1903 года в возрасте 29 лет от сердечного приступа, так и не закончив проект. После его смерти продюсер Чарльз Урбан, финансировавший работы Тёрнера, попросил Джорджа Альберта Смита продолжить разработки.

## Процесс «Ли-Тёрнер колор»
В киносъёмочном аппарате (не сохранился до наших дней) системы «Ли-Тёрнер колор» осуществлялось последовательное цветоделение с помощью дискового обтюратора, расположенного за единственным объективом, и снабжённого тремя цветными светофильтрами. Каждый кадрик панхроматической киноплёнки шириной 38-мм экспонировался через один из светофильтров основных цветов: красного, зелёного или синего. Цикл повторялся через каждые три кадра, формируя на проявленном негативе чёрно-белые цветоделённые триады. Частота киносъёмки и проекции была стандартной для немого кино и составляла 16 кадров в секунду, давая 5 и 1/3 цветных триад за это же время. 

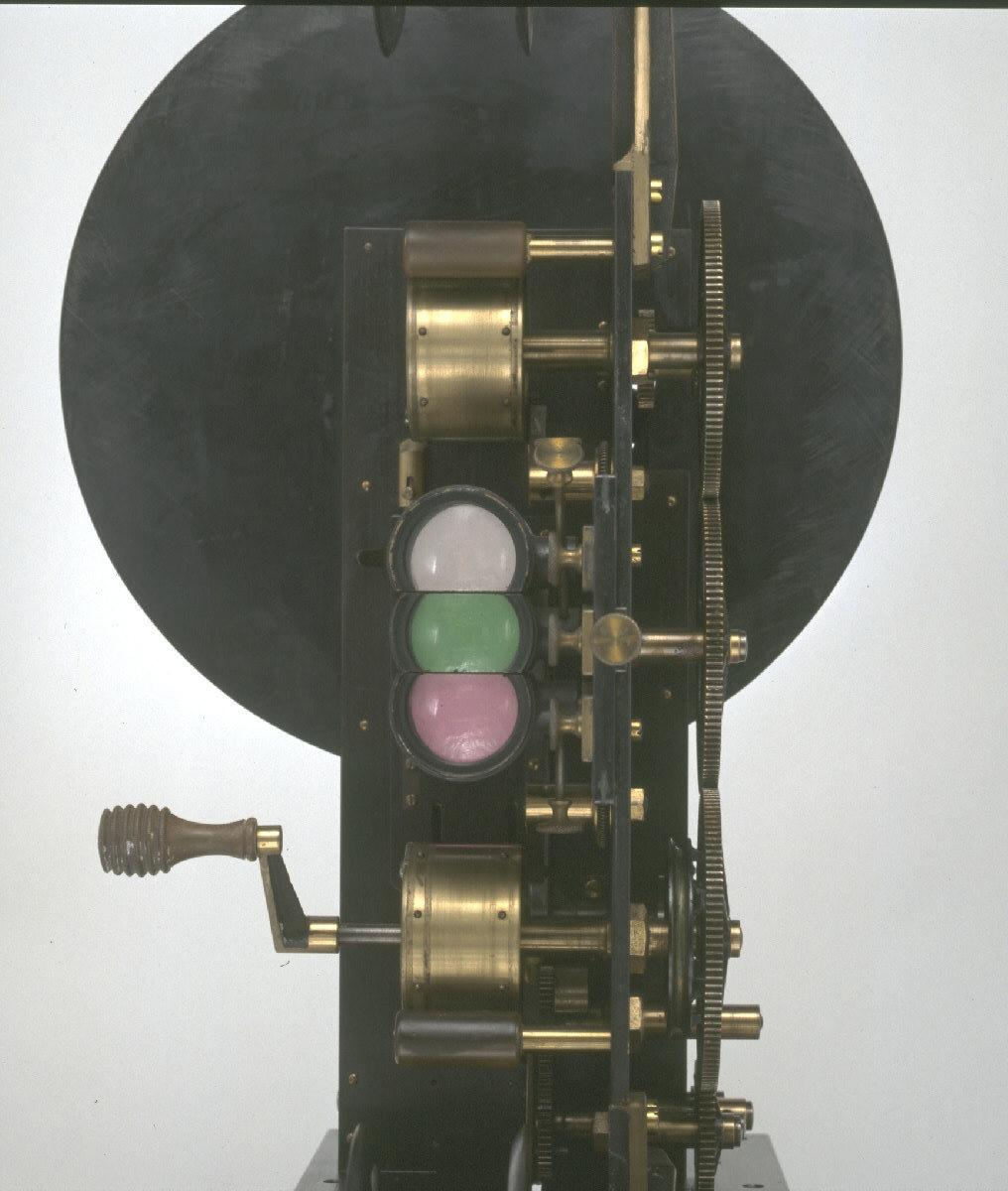
Кинопроектор системы «Ли-Тёрнер колор». Хорошо видны три объектива и трёхрядный обтюратор большого диаметра

После контактной печати полученный позитив демонстрировался на экране специальным кинопроектором, оснащённым тремя объективами, расположенными вертикально в ряд. Каждый из объективов располагался напротив одного из трёх кадриков киноплёнки так, что их изображения одновременно проецировались на экран. Для синтеза цветного изображения с чёрно-белого позитива проектор снабжался сложным дисковым обтюратором с тремя кольцами светофильтров, разделённых непрозрачными лопастями на три сектора. Каждое кольцо вращалось перед одним из трёх объективов, а его сектора окрашивались в основные цвета. Расположение светофильтров на соседних кольцах (каждый цвет по спирали) подбиралось с таким расчётом, чтобы по мере продвижения киноплёнки на шаг кадра, каждый кадрик продолжал бы находиться за «своим» цветом. Таким образом, на экран всегда проецировались одновременно три кадрика разных цветов, дающие полноцветное изображение за счёт аддитивного смешения, а каждый из них проецировался трижды по мере продвижения киноплёнки.
Такой принцип действия позволял обойтись без повышения частоты съёмки и проекции выше «немого» стандарта, однако требовал точной синхронизации обтюратора с положением фильмокопии в проекторе. При нарушении этой синхронизации цветоделённые изображения проецировались на экран в «ложных цветах», искажая цветопередачу до неузнаваемости. Для устранения проблемы нужно было останавливать сеанс и подбирать правильное взаимное положение киноплёнки и обтюратора, которое могло быстро нарушиться снова. Кроме того, из-за последовательной съёмки цветоделённых изображений система имела ярко выраженный временной параллакс: быстро движущиеся объекты на экране отображались с тройными цветными контурами. Необходимость совмещения на экране трёх изображений требовала повышенной точности скачковых механизмов камеры и проектора, что в те годы было почти недостижимо. Плохое совмещение приводило к дрожанию изображения, утомлявшему зрителей.
После внезапной смерти Тёрнера в 1903 году Урбан передал его разработки Джорджу Альберту Смиту в надежде создать коммерчески жизнеспособную технологию. Однако Смит нашёл процесс неработоспособным и разработал свою двухцветную версию Kinemacolor с повышенной частотой съёмки и проекции, и более надёжную в работе. Благодаря повышенной частоте, артефакты временно́го параллакса стали менее заметными. «Кинемаколор» оказался пригодным для коммерческого кино, несмотря на ограничения цветопередачи. Отснятые по процессу «Ли-Тёрнер колор» фрагменты негативов и позитивов были обнаружены в 2012 году, когда выяснилось, что они отсняты не Урбаном, в чьей коллекции попали в музей. Изображение было скопировано с 38-мм на 35-мм киноплёнку, а затем оцифровано сканером Arriscan с разрешением 4K. Так были впервые получены пригодные для просмотра самые ранние цветные кинокадры, продемонстрированные журналистам 17 сентября 2012 года, спустя 110 лет после съёмки.

## Кинокомпания
«Ли-Тёрнер колор» известна также как кинокомпания, которая просуществовала с 1898 года, когда Тёрнер при спонсорстве Фредерика Ли начал разработку цветного кино, до 1905 года, когда Джордж Альберт Смит стал разрабатывать «Кинемаколор». Кинокомпания планировала разбогатеть на своей технологии, но их система не получила коммерческого успеха и прибыли, поскольку её разработка так и не была закончена. Этой кинокомпанией с 1901 до 1903 года были отсняты 8 экспериментальных кинороликов, так и не показанных публике до 2012 года.